# Rastenbachklamm

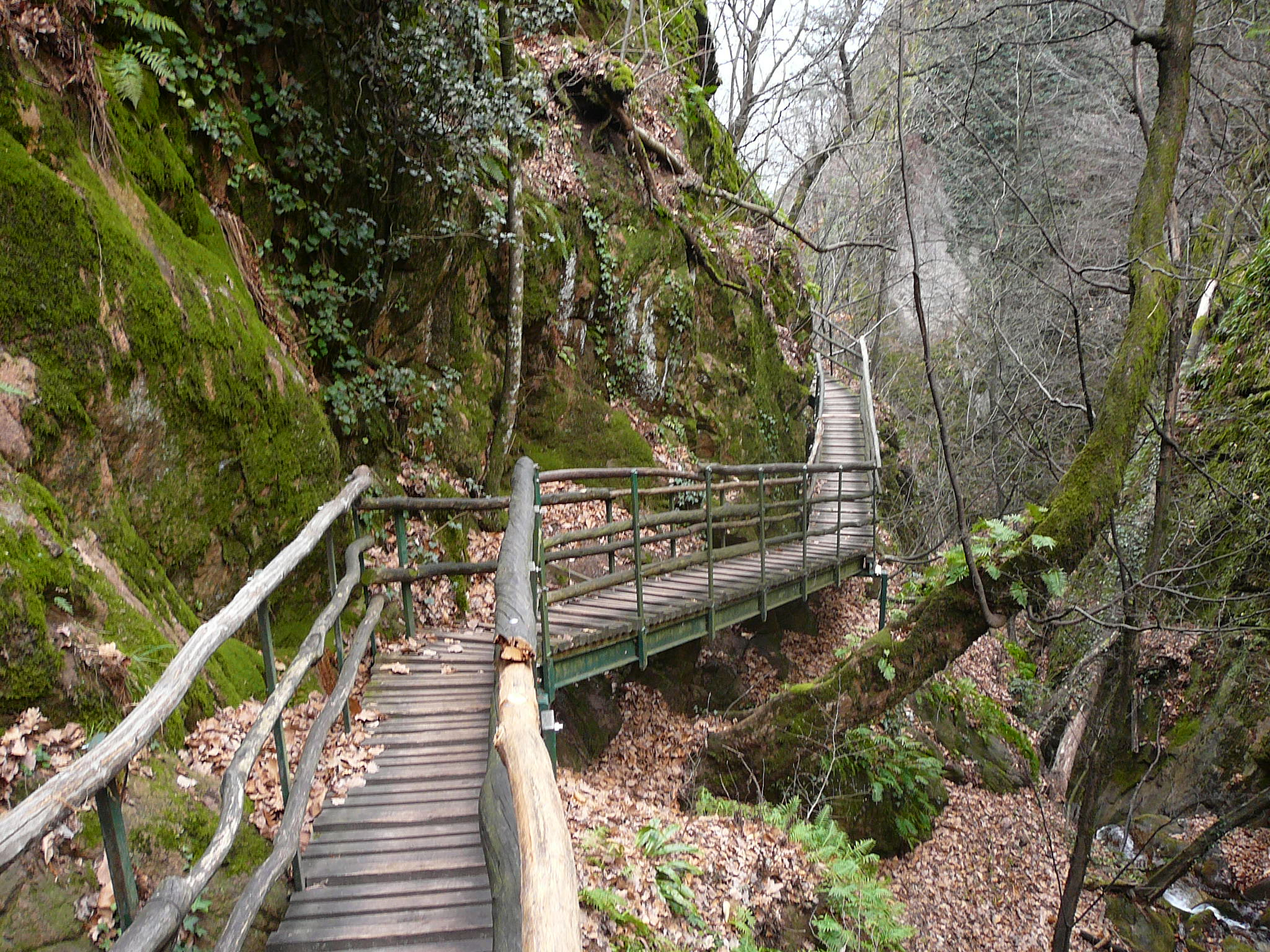
Die Wege durch die Rastenbachklamm

Die Rastenbachklamm ist eine vom Rastenbach tief in Porphyrgestein ausgegrabene Schlucht in Südtirol. Die Klamm befindet sich in der Gemeinde Kaltern zwischen den Dörfern Altenburg und St. Josef am See oberhalb des Kalterer Sees und kann auf mehreren Wegen bewandert werden. Sie ist ein geschütztes Biotop.

## Wanderwege
Ein Rundgang durch die Klamm startet im Dorf St. Josef am See. Der Wanderweg verläuft über Treppen und Brücken und teils über steile Stiegen bis zu den Wasserfällen der Klamm.
Der „Friedensweg“ ist ein Skulpturenweg, der von der Pfarrei Maria Himmelfahrt der Marktgemeinde Kaltern entwickelt wurde. Der Weg führt über das Kardatschertal und die Rastenbachklamm und passiert dabei die Ruinen der frühchristlichen Basilika St. Peter in Altenburg.

## Höhle
In der Schlucht befindet sich die Höhle eines ehemaligen Bergbaustollens, der einen geschützten Rückzugsort unter anderem für die größte europäische Fledermausart, die Hufeisennase, bildet.